# Govor
 Ovo je glavno značenje pojma Govor. Za druga značenja pogledajte Govor (razdvojba).
Govor je optimalna zvučna čovječja komunikacija oblikovana ritmom rečenica, riječi i slogova.
Temeljna je dihotomija govora na glas i tekst, što su dvije raznorodne, istovremene i međusobno usklađene komunikacije. Glas je oblikovan posebnim govornim znacima, a tekst je poruka oblikovana jezikom i odgovara de Saussurovom pojmu parole.

Kod nekih životinja zapažena je sposobnost oponašanja ljudskog govora. Najpoznatije među njima su papige.
Poremećaji koji posebno ističu probleme pri govoru jesu mucanje, afazija i gluhoća.